# Nosy Ve
Nosy Ve (während der französischen Kolonialzeit auch Nossi-Vey oder Nossy-Vey geschrieben) ist eine kleine, heute unbewohnte Insel an der Südwestküste Madagaskars nahe der Mündung des Onilahy. Die Ausdehnung in Nordwest-Südost-Richtung beträgt 1200 Meter und 400 Meter in Nordost-Südwest-Richtung. Umgeben wird die Insel von einem etwa 4,5 Kilometer langen Saumriff.
Im Jahre 1876 wurde eine kleine Siedlung durch französische Kolonisten angelegt, die in den folgenden Jahren mehrmals von den einheimischen Mahafaly angegriffen und daher wieder aufgegeben wurde. Nach dem ersten Franco-Hova-Krieg wurde die Insel ab 1888 erneut von Franzosen besiedelt. In den frühen 1890er Jahren existierte ein französisches Postamt auf der Insel. Nachdem Madagaskar 1895 durch ein französisches Expeditionscorps unter General Joseph Gallieni erobert worden war, nahm die Bedeutung der Insel als sicherer Siedlungsplatz ab und die Bewohner ließen sich im weiter nördlich gelegenen Toliara auf der Hauptinsel nieder. Heute findet man noch Reste einiger Gräber aus der Zeit der französischen Besiedlung.

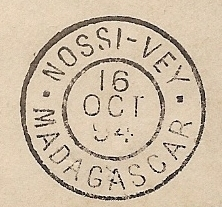
Stempel des Postamtes Nossi-Vey von 1894

Die Insel ist der südlichste, durchgängig belegte Brutplatz des Rotschwanz-Tropikvogels.